# 布拉加
布拉加（葡萄牙語：Braga，發音：[ˈbɾaɣɐ] ⓘ），澳門又譯布拉格、柏嘉，是葡萄牙布拉加区的首府，為葡萄牙最重要的城市之一。

## 歷史
布拉加約建於西元前296年。在羅馬人時代，布拉加曾是伊比利亞省的大都會之一。西元716年被摩爾人占領。12世紀初併入葡萄牙王國。
直至十六世紀時代，布拉加一直都處於低微的地位。直到後來由一個叫迪奥戈·德·索萨的人開始重建布拉加，包括擴闊街道、興建廣場、廣設醫院和新教堂等等。這局面使布拉加的面貌煥然一新，直到今日依然可窺見其當時風貌。
現在，其商業和工業均有巨大發展，許多紀念性建築物值得駐足。

## 景點
- 主教堂（十世紀以前）
- 城堡（十三世紀）
- 聖母教堂（十四世紀）
- 大主教府（十六世紀）
- 比斯卡伊尼奧斯宮（十六世紀）
- 耶穌聖堂（十八世紀）
- 和薩梅羅聖堂（十九世紀）
- 布拉加市政球場

## 友好城市
- 西班牙阿斯托加
- 几内亚比绍比索朗
- 法国克莱蒙费朗
- 法国皮托
- 巴西圣安德烈
- 佛得角圣尼古拉岛

布拉加 - Braga
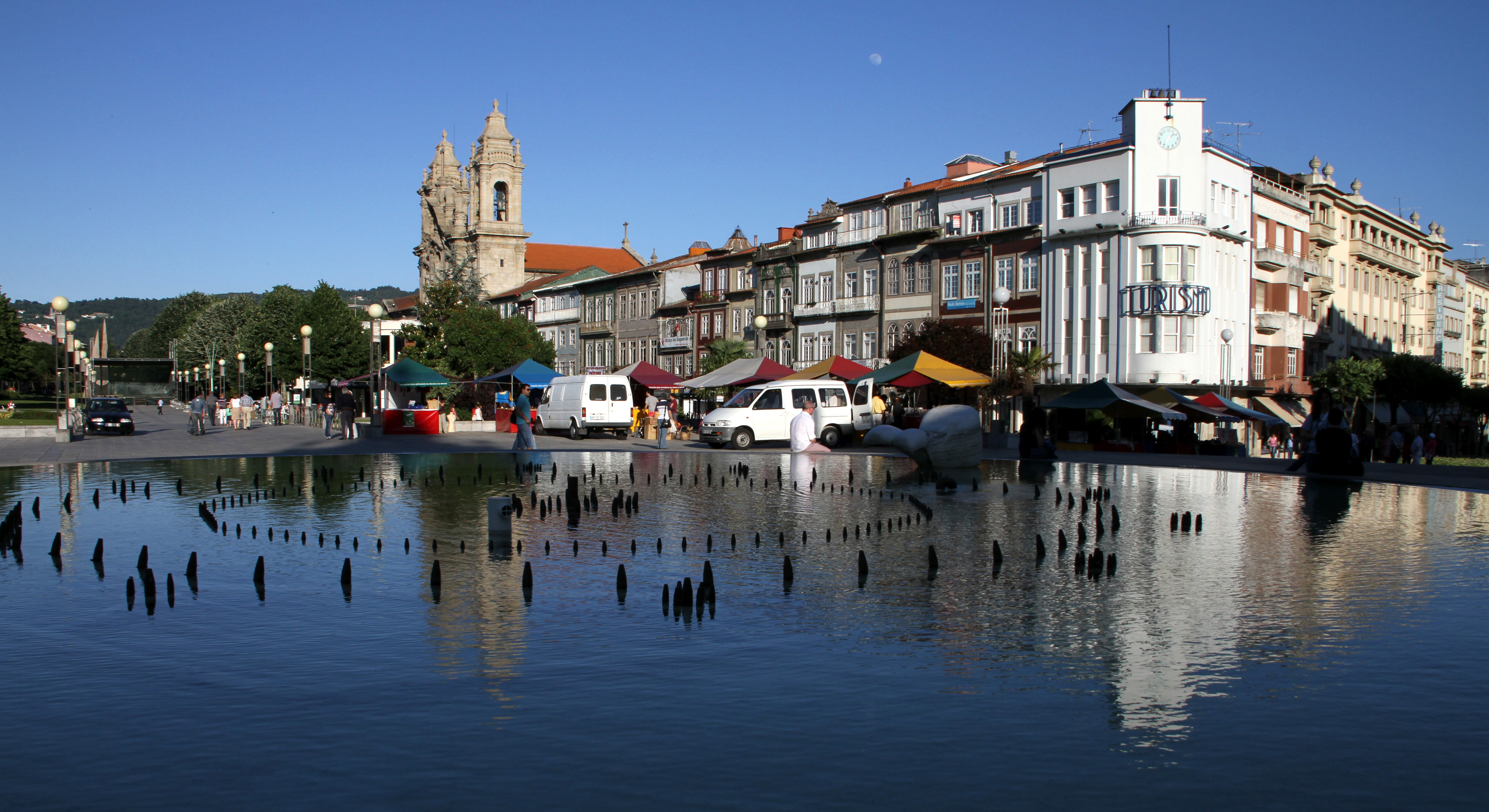
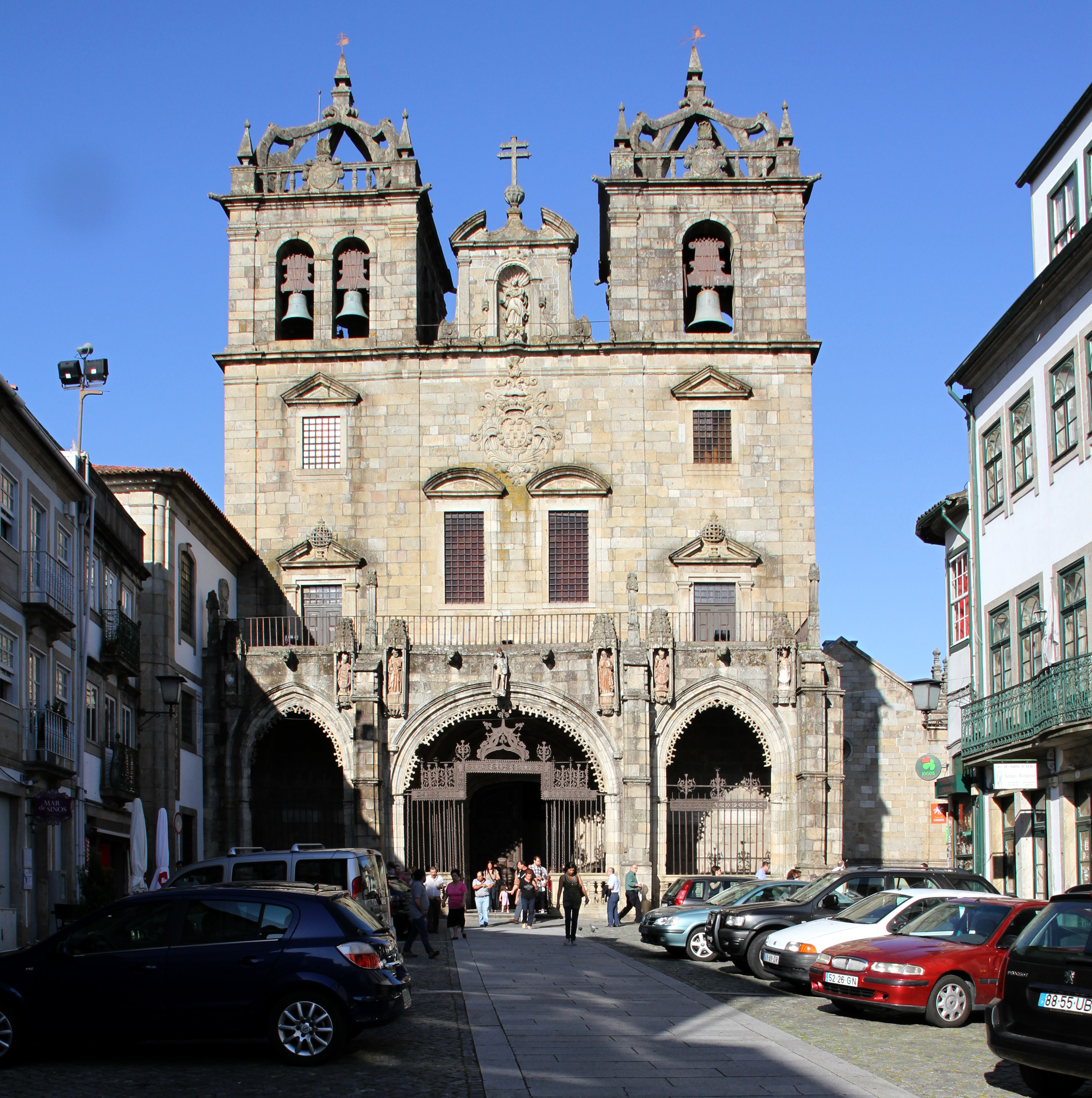
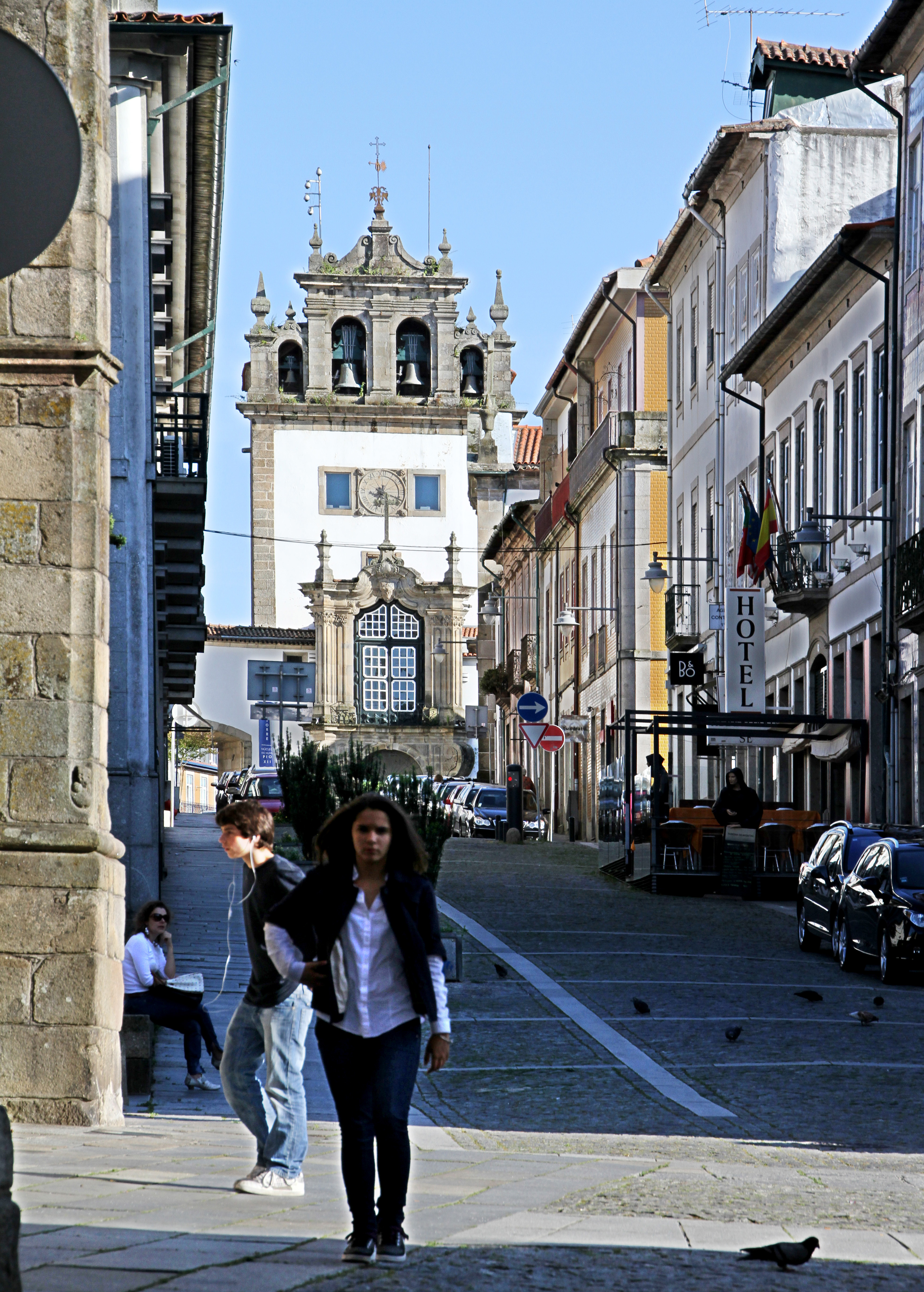
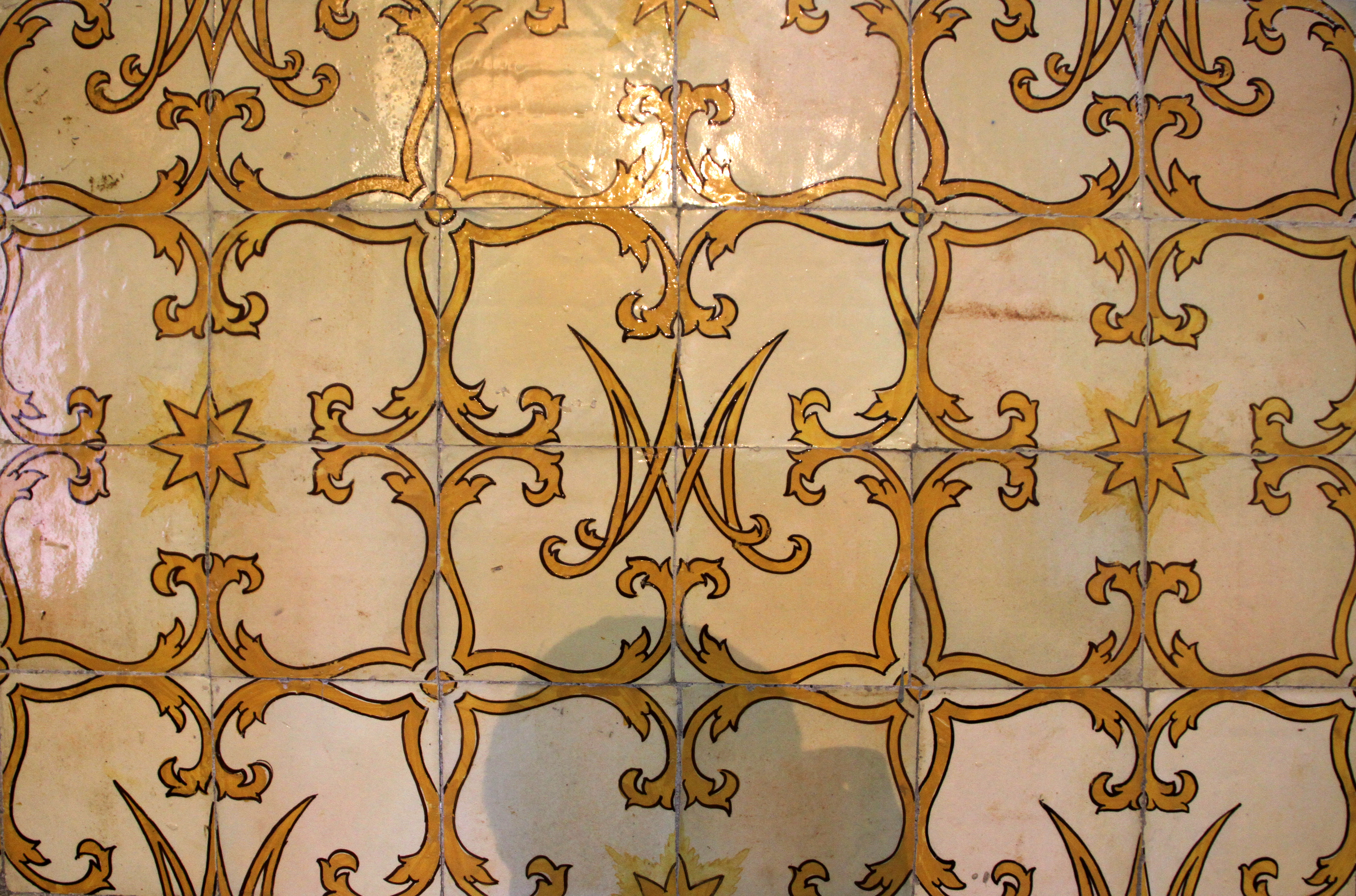
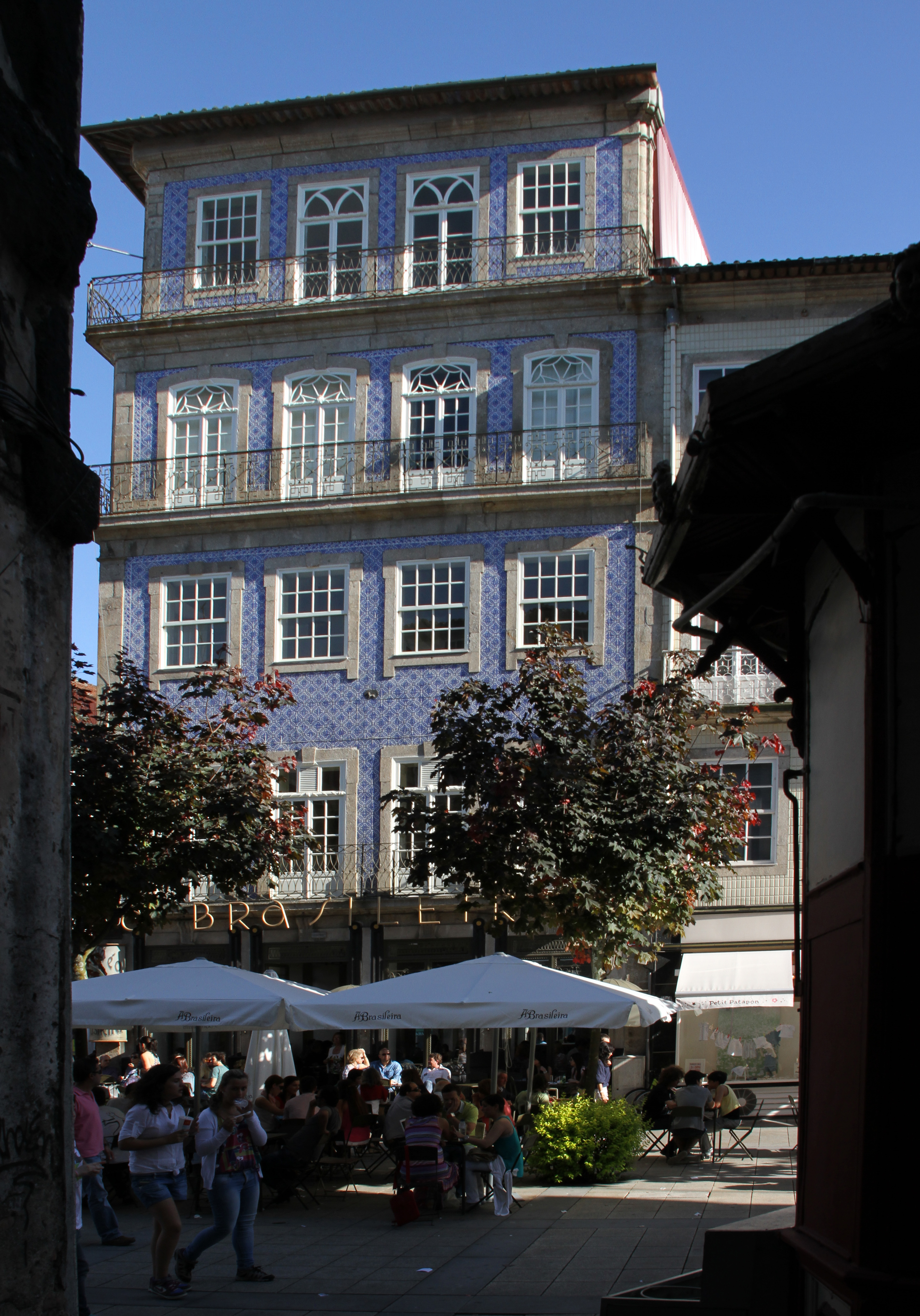
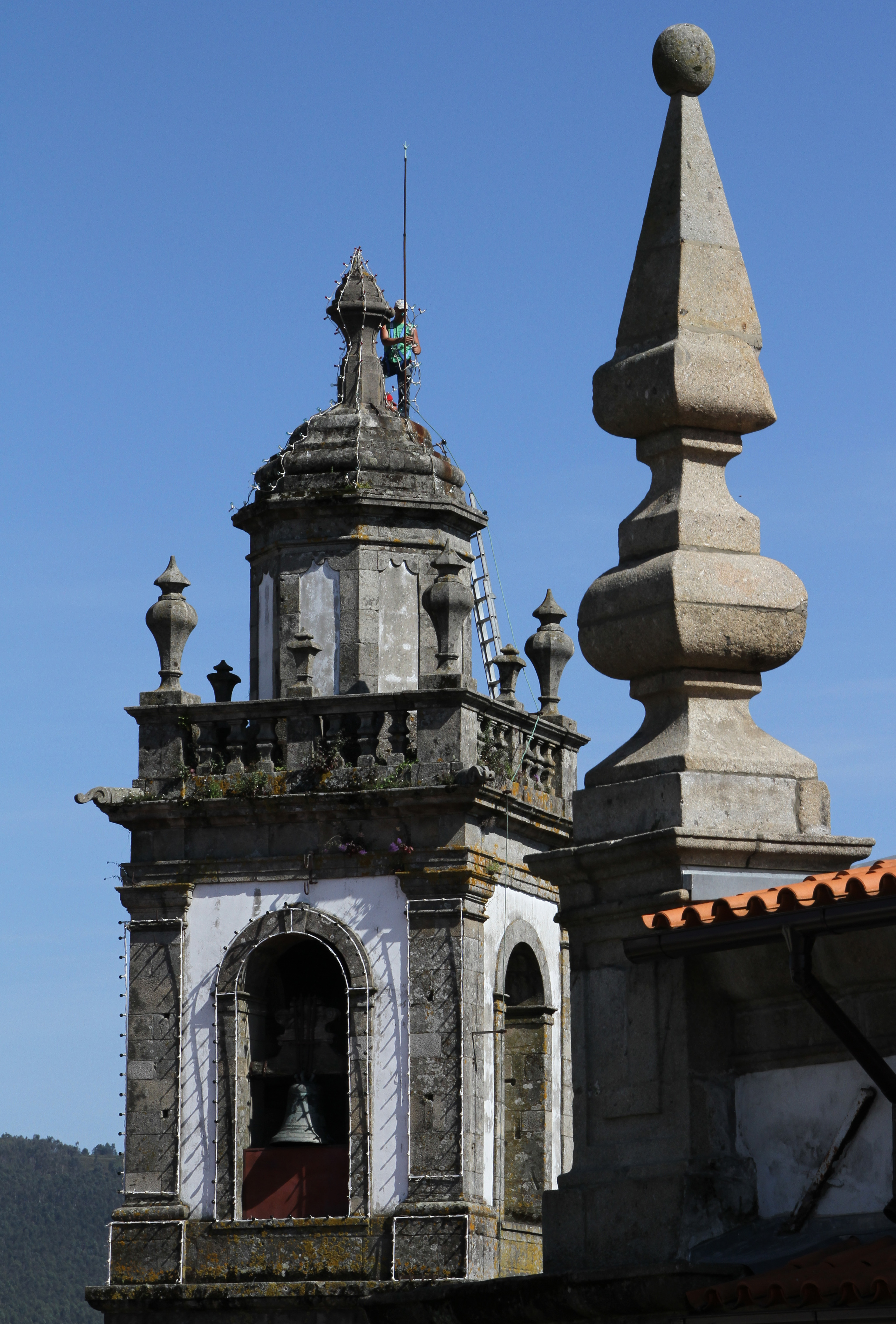
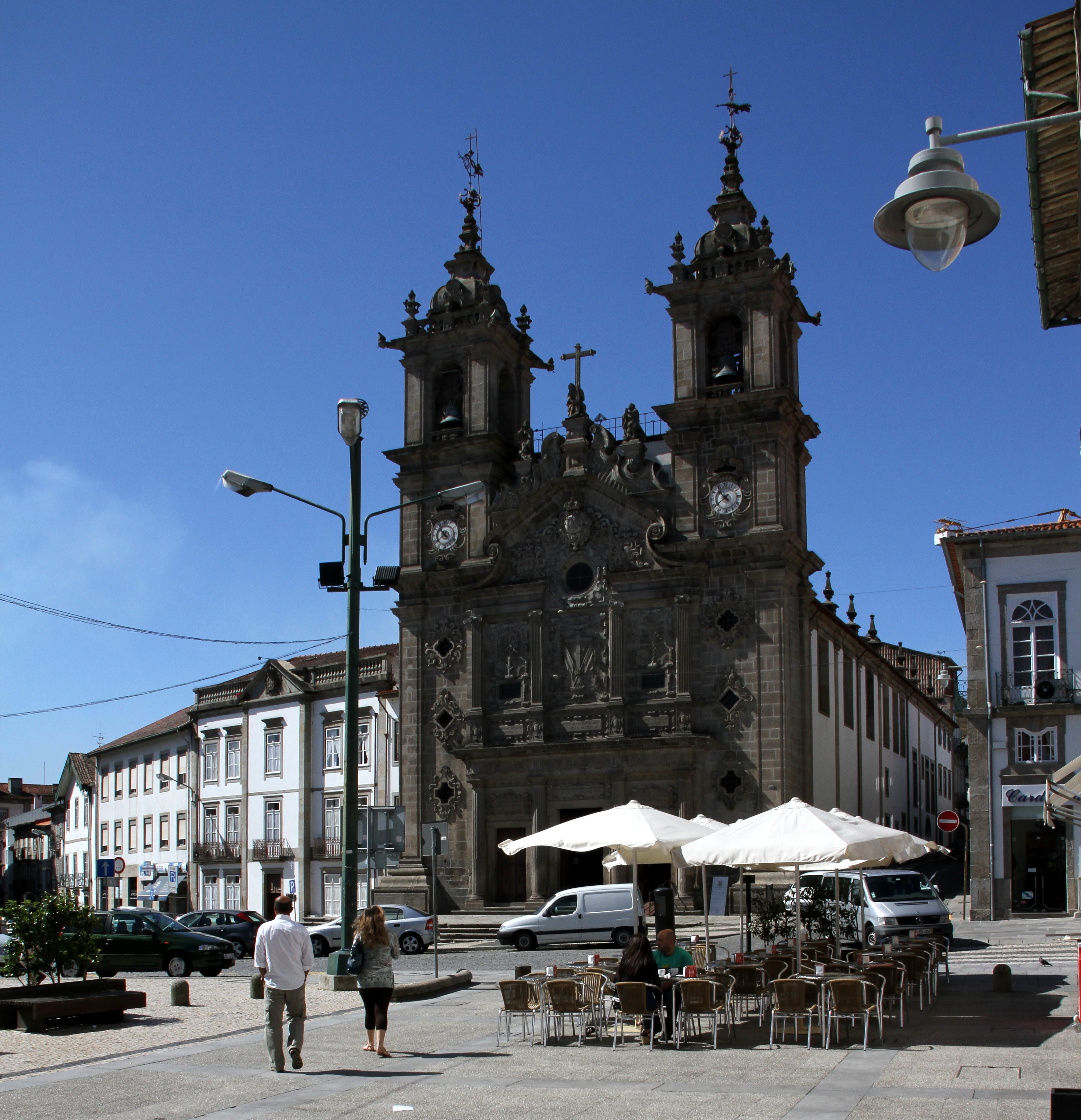
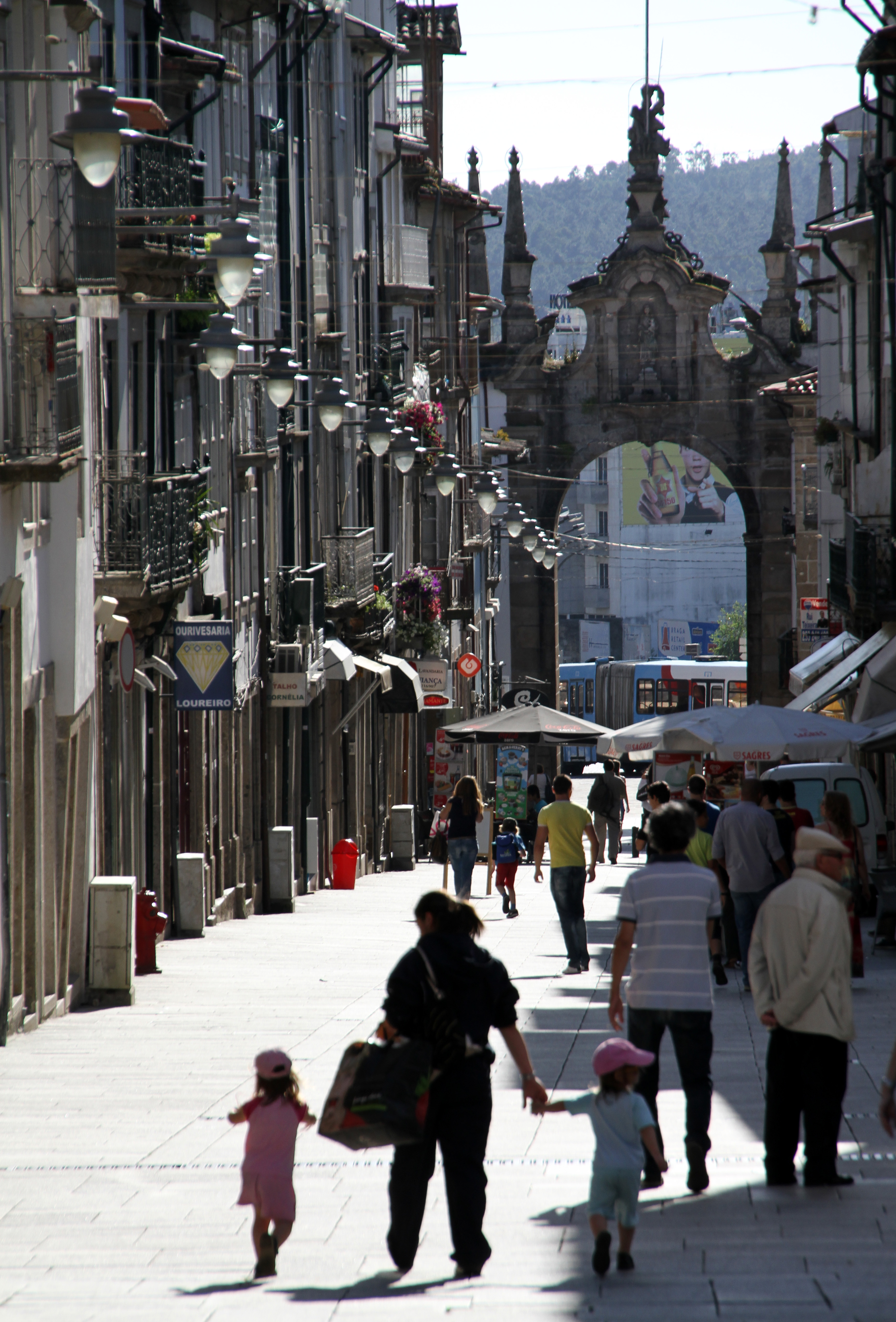